# Krybbespil
Et krybbespil eller julekrybbespil er et mindre skuespil, der gengiver juleevangeliets beretning om Jesu Fødsel.
Skuespillet fremføres ofte af børnehavebørn eller skolebørn som en del af undervisningen i kristendom op til jul.
Ordet benyttes lejlighedsvis også til at beskrive en tableau-opstilling, der viser den stald i Betlehem, hvor Jesus blev født. En sådan tableau-opstilling omtales dog oftest som julekrybbe.